# 換到千般恨
《換到千般恨》是1979年麗的電視劇《天蠶變》的插曲，由黎小田作曲、盧國沾填詞、柳影虹主唱，首見於同年關正傑的專輯《天蠶變》，1980年再收錄於柳影虹個人專輯《100分》（大華唱片）中；為柳影虹的代表作，登台必唱。

## 概要
樂曲以A小調寫成，4/4節拍，BPM為80，屬於中式小調味極重的粵語流行曲，描寫劇中被欺騙感情的女角倫婉兒，詞人以比喻、對比、逼問法表現其悲哀。
柳影虹有相當的演唱經驗，就獲垂青，得到這首處女作。她同時在《天蠶變》中飾演「雨」一小角色。

## 衍伸改編
同曲異詞的《遠方斜陽路》（盧國沾詞），見於1979年的合輯《俠盜風流．流浪之歌》，由劇中演員張瑪莉主唱，翌年再被薰妮翻唱（專輯《相逢有如夢中》）。
有論者認為此曲是少數獲多個界別改編的粵語流行曲：八十年代，獲廣州名編劇家陳自強改編成粵劇《范蠡獻西施》中《夢會太湖》的段落；
1997年，化用進粵樂專輯《大廣州》中《雪中燕》一曲。引用此曲的粵劇還有《白蛇傳・情》、李新華編劇的《鏡海魂》等。

還有佛教音樂界的《一聲佛號一聲心》。據臺灣流行音樂資料庫，此曲首見於1992年由諦聽文化亞洲唱片公司發行的專輯《淨自在(1)．一聲佛號一聲心》，而作曲者僅列出「奕睆」之名。
此外，歌曲經電視劇流傳到東南亞，曾分別獲馬來西亞歌手羅賓和印尼歌手Didi Kempot翻唱為華語歌《夢裡情人》及爪哇語歌《Bojo Loro》（បងមិនល្អទេ អូនជ្រើសគេទៅ）